# Hungerkrise im Niger 2005
Die Hungerkrise im Niger im Jahr 2005 war die Folge einer Lebensmittelverknappung, die auf natürlichen Ursachen beruhte, jedoch durch politische und ökonomische Eingriffe des Menschen weitestgehend verstärkt wurde. Die Hungerkrise betraf Schätzungen zufolge zwischen 2,4 und 3,6 Mio. Menschen in den Regionen Zinder, Maradi, Diffa und Tahoua.
Schätzungen zufolge starben zwischen 13.000 und 48.000 Menschen als direkte Folge der Unterernährung. Diese Lebensmittelverknappung betraf sämtliche Länder Westafrikas, die in der Region des Sahel liegen, aber nur im Niger trat eine akute Hungersnot auf. Diese Lebensmittelverknappung im Niger zeigte erstmals auch die Grenzen des humanitären Engagements der Weltgemeinschaft auf. Durch die mangelnde Medienaufmerksamkeit wurde die Hungersnot erst im August 2005 weltweit bekannt, dem Höhepunkt. Dies obwohl die Regierung des Nigers und das Welternährungsprogramm der UNO bereits seit Ende des Jahres 2004 bzw. Frühjahr 2005 mehrfach auf diese bevorstehende Lebensmittelverknappung hinwiesen und vor einer bevorstehenden Hungersnot warnten.

## Ursachen

### Geographische Aspekte
Der Niger liegt in Westafrika, sein Landschaftsbild wird im Norden größtenteils von Wüsten, im Süden vom Sahel und im Südwesten von der Savannenlandschaft des Sudan bestimmt. Die von der Hungersnot betroffenen Gebiete erstrecken sich im Westen des Tschadbeckens an der südlichen Grenze des Niger zu Nigeria, in der Akaziensavanne des Sahel. Die betroffenen Regionen liegen im Wassereinzugsgebiet des Komadougou Yobé. In diesem Bassin fallen zwischen 200 und 600 mm Regen im Jahr, die vom Westafrikanischen Monsun gespeist werden; diese Niederschläge ermöglichen einen Trockenfeldbau, bei dem hauptsächlich Hirse angebaut wird.

### Historische Aspekte
Die Variabilität des Westafrikanischen Monsuns führte in der Vergangenheit zu großen langanhaltenden Trockenperioden, aber auch zeitlich begrenzt auftretende große Wanderheuschreckenschwärme und die politische Instabilität in der Region führten in der Vergangenheit zu Hungersnöten. Historisch belegen lassen sich große Hungersnöte in der Region seit dem 16. Jahrhundert. Seit dem Ende der großen Hungersnöte im Sahel, während der 1960/1980er Jahre, wurde ein Frühwarnsystem von US-AID aufgebaut, das Famine Early Warning Systems Network genannt wird. Die Region des Sahel ist aufgrund des niedrigen Entwicklungsindex, der Variabilität saisonalen Regenfälle besonders Anfällig für die Unterernährung des Menschen in Trockenperioden, besonders Kinder sind davon betroffen.

### Politische und ökonomische Aspekte
Der Niger ist Mitglied der Westafrikanischen Wirtschaftsgemeinschaft (ECOWAS), deren Ziel ist der Ausbau der wirtschaftlichen Integration und die Selbstversorgung mit Nahrungsmittel der Mitgliedsländer. Durch bilaterale Verträge ist der Niger wirtschaftlich eng mit der ehemaligen Kolonialmacht Frankreich und der Europäischen Union verbunden. Durch den Aufbau von Hilfsprogrammen und Krediten der Geberländer haben die Länder des Sahel seit den großen Hungersnöten der 1970er und 80er Jahre selber keinen Einfluss auf die Nahrungsmittelpreise mehr. Der Niger gehört außerdem zu den Ländern mit einem niedrigen Entwicklungsindex. 82 % der Bevölkerung leben von der Landwirtschaft, jedoch sind nur 15 % der Landfläche des Nigers für den Ackerbau geeignet. Generell kann in diesen Gebieten nur eine Ernte pro Jahr eingebracht werden, wodurch die Bauern eigentlich gezwungen sind Vorräte anzulegen und Reserven für die Neuaussaat im Folgejahr zu bevorraten. Jedoch sind durch die Übernutzung der Böden in der Region Zinder und Maradi die Bauern größtenteils gezwungen ihre Ernten zu verkaufen, um Schulden zu begleichen bzw. die Neuaussaat zu bezahlen.

## Ablauf der Hungersnot
Bereits 2003/04 traten Anzeichen für eine bevorstehende Lebensmittelverknappung auf, diese wurden vom Famine Early Warning Systems Network registriert und Experten prognostizierten einen Ernteausfall von ca. 8–12 %. Gründe des Ausfalls waren große Heuschreckenschwärme und erwartete niedrigere Niederschläge. Von den Experten wurde dieser Ernteausfall als unbedenklich angesehen, da im Jahr 2001 ein Ernteausfall von 22 % beobachtet wurde und keine Hungersnot ausbrach. Gleichzeitig nahmen die internationalen Autoritäten an, dass die freien Märkte eine regionale Lebensmittelverknappung in Westafrika beseitigen würden. Da im Jahr 2004/2005 jedoch überregionale Ernteeinbußen, vor allem im Nordosten Nigerias, bekannt wurden, schlossen einige westafrikanischen Staaten wie Mali und Senegal ihre Grenzen für Getreideexporte. Diese Tatsache wurde vom Frühwarnsystem nicht berücksichtigt und führte erst zur Hungersnot im Niger. Die nigerianischen Händler zahlten höhere Preise für Getreide als die nigrischen Händler, wodurch der Niger in dieser Situation sogar zum Getreideexporteur aufstieg. Diese Situation kulminierte im Frühjahr und Sommer von einer Lebensmittelverknappung zu einer Hungersnot im südlichen Niger, was alle Experten überraschte. Erschwerend hinzu kam, dass der nigrische Staat die heranziehende Hungersnot bis zum Frühjahr 2005 ignorierte und im Frühsommer nicht die nötigen Getreideimporte realisieren konnte, da die regionalen Märkte wie leergefegt waren und die Preise für Getreide um bis zu 89 % gestiegen waren. Getreide wurde zum Spekulationsobjekt. Appelle des Nigers und des Welternährungsprogramms der Vereinten Nationen auf Hilfslieferungen im Frühsommer blieben von den Geberländern ungehört. Die Weltbank, die USA und die EU-Kommission machten zukünftige Kredite für den Niger davon abhängig, dass die Funktionsweise der freien Märkte erhalten bleiben musste und so eine kostenlose Lebensmittelverteilung praktisch unterbunden wurde.
Die nun entstandene Hungersnot erreichte im Juli/August 2005 ihren Höhepunkt. Laut Angaben der Organisation Ärzte ohne Grenzen betrug die Mortalitätsrate 1,5 Tote/Tag und 10.000 bei Erwachsenen und 4,1 Tote/Tag und 10.000 bei Kindern. Erst Medienberichte im Hochsommer bewegten die Geberländer und NGO`s sich im Niger zu engagieren und die Hungersnot zu bekämpfen, die noch bis zum Frühjahr 2006 anhalten sollte.

## Trivia
Der Fotograf Finbarr O’Reilly erhielt die Auszeichnung Pressefoto des Jahres 2005 für die am 1. August 2005 entstandene Aufnahme einer Mutter, die mit ihrem Kind auf Nahrung vor einem Nothilfezentrum wartet.